# Reggie Walker
Pour les articles homonymes, voir Walker.
Reginald Edgar Walker dit Reggie Walker, né le 16 mars 1889 et mort le 5 novembre 1951, est un athlète sud-africain qui remporte l'épreuve du 100 mètres lors des Jeux olympiques d'été de 1908.

## Carrière sportive
Malgré des difficultés financières pour organiser le voyage, Réginald Walker se présente néanmoins aux Jeux olympiques d'été de 1908 à Londres, grâce notamment à des fonds obtenus par un journal local sud-africain. Peu avant le début des compétitions, il est secondé dans sa préparation par Sam Mussabini, futur entraîneur d'Harold Abrahams.
Walker réalise un nouveau record olympique dès le deuxième tour (10 s 8) et s'impose en finale face aux trois favoris nord-américains, réitérant le temps obtenu en qualifications. Il devance l'Américain James Rector et le Canadien Bobby Kerr. Il est le premier champion olympique d’une délégation africaine.
À 19 ans et 128 jours, Reginald Walker devient le plus jeune vainqueur du 100 mètres olympique.

## Palmarès

### Jeux olympiques
- Jeux olympiques d'été de 1908 à Londres :
  -  Médaille d'or du 100 mètres.

## Note
1. ↑  Avant 1908, on trouve des sportifs d’ascendance européenne et nés ou domiciliés en Afrique mais représentant des pays européens, le cycliste français Paul Masson (Pied-Noir d’Algérie) est champion olympique dès 1896 lors des premiers Jeux modernes.